# Pieter Bulling
Pieter Bulling (* 2. März 1993 in Invercargill) ist ein neuseeländischer Bahnradsportler.
2013 errang Pieter Bulling gemeinsam mit Aaron Gate, Dylan Kennett und Marc Ryan den Titel des Ozeanienmeisters in der Mannschaftsverfolgung. Im Zweier-Mannschaftsfahren belegte er mit Shane Archbold Rang zwei, im Punktefahren Rang drei. Bei den nationalen Meisterschaften wurde er jeweils Vize-Meister in der Mannschaftsverfolgung, im Madison und im Punktefahren. 2014 belegte der neuseeländische Bahn-Vierer mit Bulling, Gate, Kennett und Ryan bei den Bahn-Weltmeisterschaften in Cali den dritten Platz, ebenso bei den Commonwealth Games im selben Jahr in Glasgow, bei denen Archbold anstelle von Gate mit am Start war.
2016 wurde Bulling für die Teilnahme an den Olympischen Spielen in Rio de Janeiro nominiert, wo er gemeinsam mit Aaron Gate, Regan Gough und Hayden Roulston Platz vier in der Mannschaftsverfolgung belegte. Bei den UCI-Bahn-Weltmeisterschaften 2017 in Hongkong wurde er gemeinsam mit Nicholas Kergozou, Regan Gough und Dylan Kennett Vize-Weltmeister in der Mannschaftsverfolgung.